# 新豊駅 (ソウル特別市)
新豊駅（シンプンえき）は大韓民国ソウル特別市永登浦区新吉洞にある、ソウル交通公社7号線の駅。駅番号は743。

## 歴史
- 2000年2月29日 - ソウル特別市都市鉄道公社（当時）7号線の駅として開業。
- 2017年5月31日 - ソウル特別市都市鉄道公社とソウルメトロが統合され、ソウル交通公社の駅となる。

## 駅構造

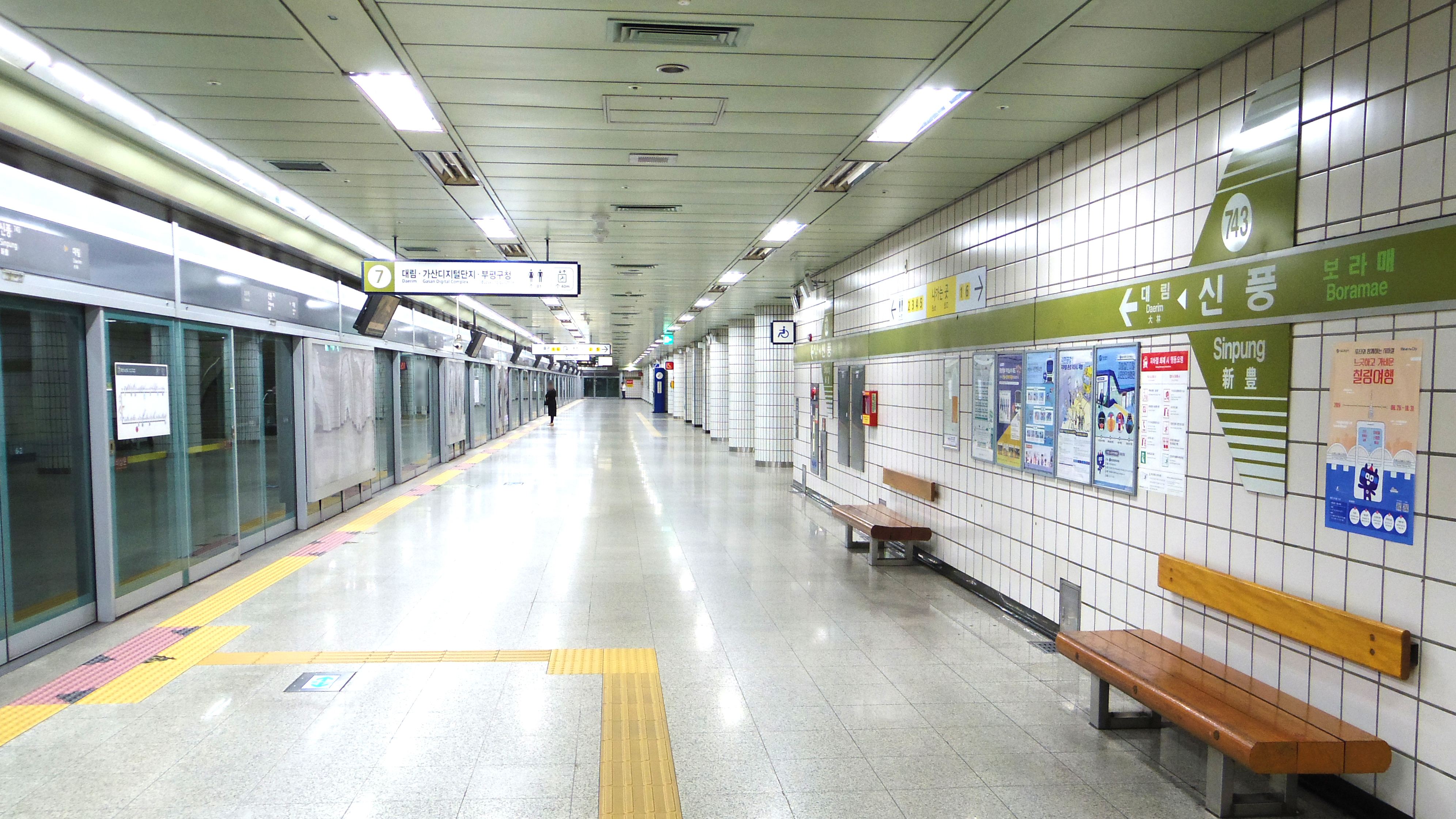
ホーム

相対式ホーム2面2線を有する地下駅で、フルスクリーンタイプのホームドアが設置されている。改札階に通じる階段はホーム1面につき2ヶ所、エレベータは1基ずつある。
改札口は東側（ポラメ寄り）と西側（大林寄り）の2ヶ所ある。化粧室は西側の改札外にある。
出入口は1番から6番までの合計6ヶ所ある。

### のりば
- 案内上ののりば番号は設定されていない。

| 上り | 7号線 | 高速ターミナル・建大入口・道峰山・長岩方面   |
| 下り | 7号線 | 大林・加山デジタル団地・光明サゴリ・温水方面 |

## 利用状況
近年の一日平均利用人員推移は下記のとおり。なお、2000年は開業日の2月29日から12月31日までの307日間の平均である。
| 路線  | 路線     | 2000年 | 2001年 | 2002年 | 2003年 | 2004年 | 2005年 | 2006年 | 2007年 | 2008年 | 2009年 | 出典  |
| ----- | -------- | ------ | ------ | ------ | ------ | ------ | ------ | ------ | ------ | ------ | ------ | ----- |
| 7号線 | 乗車人員 | 6,623  | 11,035 | 12,307 | 12,870 | 12,865 | 12,611 | 13,064 | 13,060 | 13,329 | 13,372 | [ 1 ] |
| 7号線 | 降車人員 | 6,223  | 10,217 | 11,459 | 12,055 | 12,006 | 11,908 | 12,196 | 12,133 | 12,438 | 12,532 | [ 1 ] |
| 7号線 | 乗降人員 | 12,846 | 21,252 | 23,766 | 24,925 | 24,870 | 24,520 | 25,261 | 25,193 | 25,767 | 25,905 | [ 1 ] |
| 路線  | 路線     | 2010年 | 2011年 | 2012年 | 2013年 | 2014年 | 2015年 |        |        |        |        | [ 1 ] |
| 7号線 | 乗車人員 | 13,618 | 13,695 | 12,548 | 12,631 | 12,606 | 12,514 |        |        |        |        | [ 1 ] |
| 7号線 | 降車人員 | 12,851 | 12,957 | 11,950 | 12,008 | 12,028 | 11,916 |        |        |        |        | [ 1 ] |
| 7号線 | 乗降人員 | 26,468 | 26,653 | 24,498 | 24,640 | 24,634 | 24,430 |        |        |        |        | [ 1 ] |

## 駅周辺
- 大永高等学校（朝鮮語版）
- 大永中学校（朝鮮語版）
- ソウル大永初等学校（朝鮮語版）
- 新吉グリーン公園
- 新吉5次治安センター
- 新吉5洞住民センター
- 新吉6洞住民センター
- 永登浦区民体育センター
- 永登浦総合社会福祉館
- 永新高等学校（朝鮮語版）
- ソウル大吉初等学校（朝鮮語版）
- 太陽の家

## 隣の駅
ソウル交通公社
 7号線
ポラメ駅 (742) - 新豊駅 (743) - 大林駅 (744)　